# Kikunae Ikeda
Kikunae Ikeda (in giapponese 池田 菊苗) (8 ottobre 1864 – 3 maggio 1936) è stato un chimico giapponese, professore di chimica alla Università Imperiale di Tokyo.
Fu lo scopritore del glutammato e riuscì a ricondurre a questo composto il sapore umami, caratteristico della carne, dei formaggi e del pomodoro.
Nato da una famiglia di modeste condizioni economiche, Ikeda, grazie al finanziamento del governo  giapponese, studiò all'estero, in particolare in Germania, presso l'Università di Lipsia, dove laureato in chimica fisica, studiò per due anni con il professor Wilhelm Ostwald, Premio Nobel per la Chimica nel 1909. Qui fece esperienza di prodotti e gusti sconosciuti, come il pomodoro e il formaggio. Tornato in patria associò questi gusti a quelli del brodo ricavato dalle alghe nori giapponesi e riuscì ad identificare chimicamente il nuovo gusto Umami, cioè  "saporito" in giapponese, che si aggiunse ai tradizionali gusti finora noti: dolce, salato, amaro, aspro.